# Monfort Heights East
Monfort Heights East és una concentració de població designada pel cens dels Estats Units a l'estat d'Ohio. Segons el cens del 2000 tenia 3.880 habitants.

## Demografia
Segons el cens del 2000, Monfort Heights East tenia 3.880 habitants, 1.552 habitatges, i 1.044 famílies. La densitat de població era de 1.040,3 habitants per km².
Dels 1.552 habitatges en un 35,6% hi vivien nens de menys de 18 anys, en un 53,4% hi vivien parelles casades, en un 10,6% dones solteres, i en un 32,7% no eren unitats familiars. En el 26,5% dels habitatges hi vivien persones soles el 9,6% de les quals corresponia a persones de 65 anys o més que vivien soles. El nombre mitjà de persones vivint en cada habitatge era de 2,5 i el nombre mitjà de persones que vivien en cada família era de 3,08.
Per edats la població es repartia de la següent manera: un 28% tenia menys de 18 anys, un 7,9% entre 18 i 24, un 32,8% entre 25 i 44, un 18,8% de 45 a 60 i un 12,4% 65 anys o més.
L'edat mediana era de 34 anys. Per cada 100 dones de 18 o més anys hi havia 90,6 homes.
La renda mediana per habitatge era de 49.028 $ i la renda mediana per família de 62.382 $. Els homes tenien una renda mediana de 41.008 $ mentre que les dones 30.897 $. La renda per capita de la població era de 21.881 $. Aproximadament el 6,3% de les famílies i el 7,5% de la població estaven per davall del llindar de pobresa.

## Poblacions més properes
El següent diagrama mostra les poblacions més properes.